# لويد كوستيلو
لويد كوستيلو (بالإنجليزية: Lloyd Costello)‏ هو سياسي أسترالي، ولد في 10 ديسمبر 1922 في أستراليا، وتوفي في 20 يونيو 2001. حزبياً، نشط في حزب العمال الأسترالي. وقد انتخب عضو مجلس نواب تسمانيا عن دائرة Division of Braddon (state) ‏ (2 مايو 1959 – 16 مايو 1975).